# Viktoria-Luise-Platz (métro de Berlin)
Viktoria-Luise-Platz est une station de la ligne 4 du métro de Berlin, dans le quartier de Schöneberg.

## Géographie
La station se situe sous la place du même nom, à l'intersection avec Motzstraße.

## Histoire
Le 7 septembre 1908, Rudolph Wilde, le maire de Schöneberg, alors commune indépendante, commande à Siemens la construction d'un métro à l'exemple du métro berlinois entre Nollendorfplatz et la Hauptstraße. La construction dure deux ans.
L'architecture de la station est confiée à Ernst Denicke qui a pour mission principale d'inciter les bourgeois à s'installer dans le nouveau quartier de Bayerisches Viertel. Il reprend la conception de la place construite dix ans auparavant. Un accès nord sur Geisbergstrasse est initialement prévu, mais n'est pas réalisé. L'accès sud-ouest sur Motzstraße reçoit une pergola.
Pendant les bombardements de la Seconde Guerre mondiale, la bouche est détruite puis rebâtie de façon simplifiée. Le 24 juin 1945, les premiers trains circulent entre Bayerischer Platz et Nollendorfplatz ; le 16 décembre, la circulation s'étend vers Hauptstraße, même si une escale à Bayerischer Platz est nécessaire.
En 1995, la bouche est très vétuste, la Berliner Verkehrsbetriebe entame la restauration avec le service des monuments historiques. Après un accident à Deutsche Oper le 8 juillet 2000, la BVG décide que toutes les stations doivent avoir deux bouches. En 2003, cette deuxième bouche donnera sur Geisbergstrasse.

## Correspondances
La station de métro est en correspondance avec de nombreuses lignes de bus de la Berliner Verkehrsbetriebe.